# Viloyat Buxoro
Die Viloyat Buxoro (usbekisch Buxoro viloyati), dt. Provinz Buchara, ist eine Viloyat Usbekistans. Sie hat ca. 1.843.500 Einwohner (Stand: 2017) und eine Fläche von 39.400 km². Etwa zwei Drittel der Bevölkerung der Viloyat leben in den Dörfern.
Die Mehrheit der Einwohner sind Usbeken, es leben auch etwa 68.000 Tadschiken in der Viloyat Buchara.

## Gliederung
Die Hauptstadt der Viloyat ist Buxoro (dt. Buchara). Administrativ gliedert sich die Viloyat in 11 Bezirke und die drei kreisfreien Städte Buxoro, Gʻijduvon und Kogon.
| Nr. | Bezirk    | Hauptort  | Nr | Bezirk       | Hauptort     |
| --- | --------- | --------- | -- | ------------ | ------------ |
| 1   | Olot      | Olot      | 7  | Qorovulbozor | Qorovulbozor |
| 2   | Buxoro    | Galaosiyo | 8  | Peshku       | Yangibozor   |
| 3   | Gʻijduvon | Gʻijduvon | 9  | Romitan      | Romitan      |
| 4   | Jondor    | Jondor    | 10 | Shofirkon    | Shofirkon    |
| 5   | Kogon     | Kogon     | 11 | Vobkent      | Vobkent      |
| 6   | Qorakoʻl  | Qorakoʻl  |    |              |              |
|     |           |           |    |              |              |

## Geographie
Die Viloyat Buxoro liegt größtenteils in der Wüste Kysylkum und ist von aridem, kontinentalem Klima gekennzeichnet. Sie grenzt an die usbekischen Viloyate Navoiy, Qashqadaryo, Xorazm, die autonome Republik Karakalpakstan und an die turkmenische Region Lebap.

## Wirtschaft
In der Viloyat Buxoro befinden sich große Erdgasvorkommen (in Gazli), Erdölvorkommen, Graphitvorkommen und Bentonitvorkommen. Die dominierenden Industrien stellen Erdölraffinerien und die Textilindustrie dar.
Ein wesentlicher Exportartikel war, abnehmend zum Ende des 20. Jahrhunderts, das Fell des Karakulschafs, das seine Urheimat in der Bucharei hat. In Deutschland wurde es als Persianer gehandelt, zuletzt auch als Karakulfell. Im Jahr 1912 wurde die Zahl der Karakulschafe im Chanat Buchara auf 3 bis 4 Millionen geschätzt. Im Pelzhandelszentrum des Leipziger Brühl erschienen erstmalig im Jahr 1850 bucharische Lammfelle, es sollen etwa 25.000 Stück gewesen sein. Die besten Felle haben entsprechend dem russischen Standard die Handelsbezeichnung Bucharski (Stand 1949). Die aus der Buchara stammenden, karakulähnlichen Lammfelle mit gröberem Haarkleid wurden bis etwa vor dem Zweiten Weltkrieg als Bocharen oder Bucharen gehandelt.